# Зафирово
Зафирово е село в Североизточна България. То се намира в община Главиница, област Силистра.

## География
Село Зафирово се намира в Силистренска област, на 35 км от Силистра и на 23 км от Тутракан. От 1878 до 1913 г. е община от състава на Тутраканска околия. По-късно румънските власти запазват селището, като централна община. От 1922 до 1928 г. в селото се разполага полицейски участък. От 1928 до 1934 г., с настъпилите промени в правителствения състав на буржоазна Румъния, селото става околийски център, в чиято околия влизат селата: Малък Преславец, Долно Ряхово, Дунавец, Пожарево, Богданци, Коларово, Дичево и Сокол. След 1934 г. (военния преврат в Румъния) се пристъпва към ново административно деление по нареждане на министъра на вътрешните работи и селото остава само, като община. До 1 януари 1959 г. селото е влизало в състава на Тутраканска околия, след което отново става общински център до 5 септември 1984 г., когато остава кметство и влиза в състава на община Главиница. До 1942 г. селото носи името Сарсънлар; до 1956 г. – Генерал Зафирово. По Букурешкия мирен договор от 1913 г. селото остава в румънска територия. В 1940 г., съгласно Крайовската спогодба, е върнато в пределите на България.
Селото е разположено на плато, обградено от долове. Теренът на самото село е равнинен. По средата на селото има низина, в началото на която има неголяма чешма. Тя дава началото на неголям поток, който се влива в р. Дунав. Теренът бързо се оттича, като не дава възможност за дълго задържане на валежни води. През топлите дни преобладава югоизточния вятър, наричан „южняк“. Селото има пръснат вид, групирано на отделни махали.

## История
Тук, на 6 септември 1916 г., в разгара на Първата световна война, на североизток от селото се води една от най-тежките битки между българи и румънци, станала известна като Сарсанларски бой. Трета пехотна бригада от Първа пехотна софийска дивизия, под командваннето на полковник Атила Зафиров, блокира насъплението и нанася поражение на румънската Девета дивизия. При атаката на придвижващите се от Силистра към порт Туртукай (румънското название на Тутракан) и Тутраканската крепост, румънски части, по заповед на полковник Зафиров, неговите войски преграждат пътя на вражеските войски и ги обстрелват.
Един от най-старите пътища, който започва от римската крепост Негритианис, по-късно българска крепост край селата Малък Преславец и Долно Ряхово, минава покрай западната част на селото.
Село Зафирово е електрифицирано през 1949 г., радиофицирано през 1954 г. През 1950 г. е създадено Кооперативно стопанство. От 1880 г. до 1918 г. се развива тухларството и мелничарството. Имало е 12 кераджейки на крайселските дерета и 2 вятърни мелници, които през 1939 г. са били заменени с валцова мелница и ярмомелка. Развива се дърводелството, железарството, търговията и земеделието, чрез пристанището на град Тутракан. Българите-балканджии скитали, като гурбетчии, търговци, занаятчии и градинари из Румъния. Традиционен отрасъл е земеделието. Отглеждат се различни култури – ечемик, пшеница, слънчоглед, царевица, рапица и др. Животновъдството е застъпено предимно с отглеждането на домашни животни.
Старата част на румънската кръчма е преустроена в селско читалище, наречено с името на поета-революционер Христо Ботев. В сградата се помещава салон със сцена, игрална зала и стая-библиотека. Организирали са се различни тържества, танцови забави, детски утра, Ботеви вечери и събрания. След 1944 г. читалището разполага вече с библиотечен фонд. Открива се длъжност секретар-библиотекар. Възстановени са културно-просветните традиции на Възраждането. Наследеното старо читалище е разширено с допълнителни помещения: прожекционна кабина и библиотека. През 1950 – 1960 г. гордост за жителите на селото и околията е зафировският самодеен смесен хор с ръководител Георги Николов. През зимния сезон е имало и театрален състав от учители, а техен ръководител е бил Божин Чалъков. Театърът поставя „Хан Татар“, „Две майки“, „Албена“, „Боряна“. Всекидневни са били прожекциите на киното. През 1965 г. със средства на самооблагането е построена нова просветна сграда в центъра на село Зафирово. От 1975 г. до 1980 г. към читалището е имало битов състав „Седянка“, участниците на който са били работещите в тогава съществуващият битов цех. В следващите години е имало различни хорови състави, вокални групи, битови детски групи и т.н. От 1998 г. и до днес се населението се радва на песните и наградите на формация „Младостта е в сърцата ни“ с ръководител Николай Николов. От няколко години се то се наслаждава и на изявите на танцова формация „Пъстра китка“, а най-малките жители на селото са включени в детски танцов състав „Изворче“. За кратко е имало школа за латиноамерикански танци, както и състав за турски фолклор. Културно-просветната дейност и днес достига до всеки жител на селото, чрез изявите на наши и чужди самодейни състави. Вече четири години към читалищната дейност е включена Школа по изобразително изкуство и керамика с ръководител Лорета Станева – пенсиониран учител по изобразително изкуство. Школата е с изключително много участия, награди и призове от конкурси на общинско, регионално, национално и международно ниво. Рисунките на участниците са отличени с първи места в НК „Бялата олимпиада и децата“; НК „София – Москва; България – Русия – вчера, днес и утре“ в град София през 2010 година. През 2011 година са извоювани 4 медала и 2 приза. През 2012 г. малките таланти на село Зафирово извоюват 11 медала, 2 статуетки, 2 плакета, 1 приз, 7 първи места, 6 втори места, 5 трети места и 8 поощрения. За 2013 г. се хората се радват на 5 медала, 1 статуетка, 1 плакет, 20 грамоти (3 от тях са за читалището), едно първо място, 4 втори и 4 трети места, 3 специални и много предметни награди. През 2010 г. формация „Младостта е в сърцата ни“ в Международен фолклорен фестивал „Евро фолк – Черно море 2010“ в гр. Приморско, получава диплом за съществен принос при съхранението и развитието на българските традиционни изкуства, както и препоръка за Европейския шампионат по фолклор „Euro Folk“. Формацията участва и в 12-и Международен фестивал за автентичен фолклор. През 2011 г. участва в Общински прегледи; в III хумористичен фестивал „Сребърна пее и се смее“ и в Национален събор на читалищата в гр. Бяла. През 2012 г. формация „Младостта е в сърцата ни“ взема участие в Осми международен фолклорен фестивал „Сребърна пафта“ в гр. Кюстендил, както и в много регионални прегледи и фестивали. През 2013 г. с участието си в IV национален фолклорен фестивал „Кехлибарен грозд – 2013“ – гр. Харманли, формация „Младостта е в сърцата ни“ печели златен медал, както и Диплом за първа награда. В този фестивал танцова формация „Пъстра китка“ печели грамоти.(4) На 01.10.2008 г. в културното развитие на селото се включва Сдружение „Роден край" – с. Зафирово. Регистрирано е като Сдружение в обществена полза с нестопанска цел. В него вземат участие хора от различните поколения на селото. Целта му е да популяризира и съхрани добруджанския фолклор, традиции, обреди и обичаи. Негов председател е Диана Василева. Сдружение „Роден край" – село Зафирово организира много екскурзии в България и близките ни съседки. Сдружението разполага с фолклорна група „Добруджанки“. Групата е за автентичен фолклор и възстановка на стари традиции и ритуали. Допреди две години[ неясно? ] е имало и младежка група за турски и ориенталски танци, носеща името „Веселие“, но поради порастването на децата и заминаването им в гимназии, групата се разпада. През септември 2013 г. фолклорна група „Добруджанки“ взема участие в Международен фестивал в град Кавала, Гърция. От 2008 г. групата има над 100 грамоти и дипломи.

## Образователно дело
В село Зафирово предучилищното възпитание се е зародило след 1944 г. Първата детска градина за деца от 5 до 7-годишна възраст е открита през 1949 – 1950 година. По това време детската градина се е помещава в частния дюкян на Христо Ламбов и Дачо Стефанов Гатев. Първата детска учителка в селото е Павлина Арабаджиева. На 01.11.1958 г. е открита Целодневна детска градина с безплатна храна. За нуждите на децата са били необходими добри учители. На 40-дневни курсове в град Русе са изпратени две учителки – Дана Петкова и Николина Стефанова. След обучението си, те се завръщат и започват работа при много елементарни условия. Децата са спели на т.нар. нарове, нямали са дори гардеробчета. Обхвата на децата по това време е бил малък. През 1961 г. се е наложило сградата на детската градина да се събори. Годината 1965 е щастлива за децата и родителите, живеещи в Зафирово. Построена е нова детска градина, носеща името ЦДГ „Васил Левски“. Съществувала е и детска ясла, която по това време е била отделена от детската градина. За директор е назначена Боряна Ничева. През 1970 г. тя напуска и за директор е назначена Радка Герганова. Оттогава и до днес в детската градина се организират празници и обичаи. Коледуването и лазаруването се провеждат всяка година. Патронният празник на 19 февруари се отбелязва всяка година под различни форми. Организирали са се и продължават да се организират „Вечери на народната приказка“, „На чаша чай“, „Аз и мама творим заедно“, „Спортист съм аз“ и много други празници, посветени на сезоните, на майките, на деня на детето. В детската градина са се помещавали три групи с шест учителя. Работят две сборни групи: II група „Слънчице“ (3-5-годишни) и ПГ „Дъга“ (5-7-годишни). Децата са предимно билингви, което затруднява работата на учителите. Нередовните посещения на децата също допринасят за трудностите в процеса на работа. В последните години се провеждат много открити ситуации и обучения на учителите, което обогатява техният опит. Организират се посещения до Резерват „Сребърна“, където децата наблюдават красивата ни природа, запознават се с много от представителите на животинския и растителния вид, вземат глътка въздух и преживяват неповторими емоции. Организират се еднодневни екскурзии до Свещари, Демирбаба, както и посещения на етнографския музей в гр. Силистра. Децата често посещават и Историческия музей в селото. С повод или без повод, ежемесечно децата гледат куклен театър. През 2012 година всички детски градини от община Главиница се включват в европейския проект „Цветята и децата са различни – слънцето – едно за всички“. Благодарение на този проект, децата посещават много от забележителностите на областта. Имат уникалната възможност през месец юни 2012 г. да проведат т. нар. синя детска градина за четири дни във Варна, където игрите и забавленията са тяхното ежедневие. Благодарение на същия проект, ЦДГ „В. Левски“ се сдобива с нов лаптоп, проектор и екран, много дидактични материали за обучение и игри, нови столчета за ПГ, както и абонаменти за списания и интернет. Детската градина се нуждае от разширяване и цялостен ремонт, за което община Главиница подготви материали за кандидатстване по проект „Енергийна ефективност“ и хората се надяват деца им да имат късмета да се радват на физкултурен салон и много други удобства, които са вече налице във всички останали детски градини в община Главиница. За жалост, всичко е свързано със средства, а не с въображение и креативност. Въпреки трудностите, децата изживяват ежедневно емоции. С повод или без повод, с наличните средства и материали, те участват в различни дейности. Най-активно вземат участие в читалищната дейност – изработват мартеници, картини от различни материали, изложби на аранжирани цветя. В двора на детската градина разиграват драматизации от вече изучени приказки и със старание подготвят всички празници и обичаи, полагат грижи за природата и за кътовете в занималните. Често посещават ателието на г-жа Лорета Станева, която посреща децата винаги с усмивка и нови творения. Те са малките птички, на които са давани крила, за да отлетят и да достигнат мечтите си!(6) В село Зафирово се намира Основно училище „Иван Вазов“. В него учат около 200 ученика от Зафирово и околните села. В Зафирово училище съществува от 1873 година. Помещавало се е в двора на настоящата църква, след което е било изместено в центъра на селото, в сградата на вече несъществуващото общежитие, а през 1980 г. е построена нова сграда, където и днес учат селските деца, естествено многократно подлагана на ремонти. Първият учител в селото е Стефан Тодоров Минчев – Сапунов, завършил Габровската гимназия. На 15.09.1986 г. е официалното откриване на новата училищна сграда, на целия училищен комплекс, включващ основен корпус с 12 кабинета, административен корпус, спортна зала с 300 места, допълнителен корпус с шест кабинета, столова с 200 места, кухненски блок със сервизни помещения, четири работилници, библиотека, музейна сбирка и електрифицирана площадка с 1500 места. През 1986 г. училището става ЕСПУ с две паралелки десети клас. Към училището е работило и общежитие, където са настанявани ученици от съседните села. ЕСПУ „Иван Вазов“ съществува две години, след което става СОУ. През учебната 1993/94 г. училището разполага с училищен автобус „Чавдар“ (45-местен), който е подарък от съществуващия по това врема Ликвидационен съвет. От учебната 1996/97 г. до днес директор на училището е г-н Пламен Петков. От учебната 2001 – 02 г. то е на делегиран бюджет. Учителският колектив се състои от 20 учители, от които пет са възпитатели на полуинтернатни групи, а двама са ресурсни. От учебната 2005 – 06 г. училището става Основно училище „Иван Вазов“. В него се обучават ученици от I до VIII клас. Полуинтернатни групи имат право да посещават само пътуващите ученици. На всички пътуващи ученици им се полага топъл обяд, а учениците от I до IV клас ползват и безплатна закуска. През лятото и есента на 2008 година в Основно училище „Иван Вазов“ е извършен цялостен ремонт по програма за регионално развитие на стойност около един милион лева. През учебната 2010/11 г. много от класните стаи са обновени с нови настилки, чинове и столове. В училището има система за видеонаблюдение. От месец януари, благодарение на проект на учителката по информационни технологии и математика, учениците се радват на нова компютърна зала с т.нар. виртуални станции и интерактивна дъска. Всяка година на 15 септември учебната година се открива официално, с предварително подготвена програма. Децата от детска градина „В. Левски“ също присъстват, за да поздравят първокласниците. На 20 април всяка година училището отбелязва своя патронен празник. Подготвят се много песни и мероприятия. Учениците всяка година вземат участия в различни конкурси и състезания като: „Ден на грамотността“; „Чета, пиша, разказвам“; „Пъстър свят – шарен свят“, „Знам и мога“; много конкурси по изобразително изкуство на различни теми и футболни турнири. Всяка година учителите организират екскурзии за всички класове. За средния курс те се провеждат за пет дни през априлската ваканция, а за по-малките, те са еднодневни или двудневни.(7)

## Етнографски и битови особености
Историческият музей в село Зафирово е единствен в община Главиница. Създаден е през 1987 г. по инициатива на местното читалище. В него са изложени експонати, свързани с някои от най-важните исторически събития в региона. Музеят се помещава в едноетажна сграда в романски стил, намираща се в центъра на селото. Уредник на музея е бил Румен Липчев, музеен служител от Окръжен музей – гр. Силистра. Днес музея се стопанисва от Кметството – с. Зафирово. В първата зала са изложени първобитни сечива, историческа карта, изработена от немския професор Хазе. На тази карта са изобразени римски провинции, римски крайдунавски път, както и останки от тракийската могила, намираща се между селата Сокол и Зафирово. Втората зала на музея представя дървени и битови сечива, глинени съдове, битови тъкани престилки, възглавници, пешкири, мъжко и женско облекло. Фрагментите от керамика са наследство от неолитното селище 6000 г. пр.н.е. при с. Малък Преславец. Други експонати изложени в музея са прабългарски накити и стрели, датиращи от VII – IX век, намерени също в село Малък Преславец. Друг експонат в музея е тракийска погребална урна с остатъци от човешки кости, датиращи от VI – IV век пр.н.е., която е намерена в землището на с. Зафирово. В музея се съхранява и икона, която потвърждава християнската принадлежност на населението. Един от най-автентичните експонати е бърдук за съхранение и сервиране на вино и ракия. Съхранени са и много уреди, които са били част от ежедневието на българската домакиня. Такива са гребенеца, който е служел за чепкане на вълна; чакръка, който се е използвал за пресукване на преждата; комбинирани чакрък и хурка, които са били използвани за получаване на прежда и стойка за съхранение на вретена. В една от залите, на стената има лавица, върху която са подредени различни размери бърдуци, с които се е носела питейна вода на нивата. Добруджанските носии, които се съхраняват в музея на селото са изтъкани от вълнено сукно, с перпендикулярни ивици или каре. За декорация са били използвани веревни платки под коляното. Ризите са от памучен кенарен плат, с оригинални бродерии и задължителен маншет от ръчно изплетена дантела. Върху част от носиите се усеща румънското влияние. На една от стените в музея виси портрета на Стоян Тодоров, който е първият възрожденски учител в Зафирово. Той е учителствал от 1869 г. до 1874 г., след което по настояване на населението е ръкоположен за свещеник в селото с християнското име поп Стефан. След смъртта му, той е погребан в двора на настоящата църква. Между експонатите на музея са щит от пушка, обгорял пистолет, паласка за патрони и ятаган. Има и шест антични монети, които са били намерени в землището на с. Малък Преславец. На статив са съхранени три карти. Едната е заснета през 1782 г. от австрийския капитан Лаутер и на нея са отбелязани селата Орява (с. Долно Ряхово) и Кадъкьой (с. Малък Преславец). Втората карта е изработена от французина Райхи през 1791 г. На нея са отбелязани селата Косуй (с. Косара) и Орява (с. Долно Ряхово). На третата карта е изобразена Североизточна България по време на Руско-турската война през 1828 – 1829 г. На тази карта селата Малък Преславец и Долно Ряхово са отбелязани като пристанища. В музея са запазени и няколко лични документи на Русан Петков, ефрейтор Пенчо Петров Пенев и Димитър Великов Папазов. Всички те са били участници във Втората световна война. Тук се съдържа и богат снимков материал от учредяването на ТКЗС, социалистическото съревнование, самодейни състави към читалището и снимки на изявените тогава футболни отбори.

## Етнически групи и народности
Етническият произход на селото първоначално е бил български. След напускане на селото по време на Руско-турската война през 1828 – 1829 година и появата на чумата в този край, след което населението е изцяло мюсюлманско. Едва през 1858 г., след Кримската война, започва отново заселване на слезли от източна Стара планина българи. Те са били предимно от габровско, котелско и еленско. Не липсва и придошло население от Поповско и Разградско. Според сведения, първо са пристигнали група балканджии – скотовъдци от село Скорците – Христо Петров Христов и сина на Тодор Минчев – Стефан Тодоров Минчев-Сапунов, който през 1856 г. е завършил Габровската гимназия и през 1872 г. става учител в селото. По това време се събират девет български домакинства. Турското население освобождава цялата махала, като в Холозларската махала остава рода на Мехмед оглу чауш, които са имали собствена джамия и рода на Амзата, които също притежавали своя джамия. В навечерието на Руско-турската война етническият състав на селото е бил от турци, българи и цигани. След 1924 г. започва масово заселване на македонци и гърци, които създават т. нар. „колонистка“, а по-късно „македонска“ махала. След 1940 г. се заселват румънци и махалата е наречена „преселска“. Имало и „татарска“ махала, населена само от татари, а на нейно място днес се намира т. нар. „циганска“ махала. Към днешна дата, населението на село Зафирово се състои от българи и цигани (роми). Има няколко албански семейства и няколко турски. Тук можем да кажем, че много от старото поколение на Зафирово са румънски преселници. Такива са бабите и дядовците, които и до днес си говорят помежду си на румънски и помнят своето пристигане в България, своите мъки и недоимъци, през които са минали. Помнят и разказват, как техните бащи са продали и последната си пендара от злато, за да закупят няколко декара от безценната добруджанска земя. Днес, през 2014 година, българи, цигани, турци, албанци, живеят в разбирателство, споделят заедно празниците, помагат си, без дори да се замислят каква е религията им, какъв е етноса му и традициите. Те се поздравяват взаимно за празниците, и всеки уважава празниците на другите етнически или религиозни групи.

## Архитектура
В село Зафирово са били построени малка църква, която вече не съществува и две джамии, които са принадлежали на двата най-богати мюсюлмански рода. Построена е и втора малка църква в днешния църковен двор, която също не съществува вече. През 1903 г. е построена голяма каменна църква, която съществува и днес. Настоящата църква е строена с каменни блокове, които са били пренасяни с волски коли от село Басарбово, Русенска област. Тези каменни блокове са били споявани с гореща вар. В двора на църквата има два надгробни паметника, съхранени и до днес. В едно с последния ремонт на църквата, започна съграждането на манастир. Проектът и средствата за манастира са дело на вече покойният архимандрит Стефан, който влага и собствени средства. След смъртта му, работата по манастира е преустановена, а за нас, жителите на село Зафирово остава надеждата, че някой ден, отнякъде, ще се появят добри хора, за да довършат делото на архимандрита. Като цяло, Зафирово е като повечето села. Обезлюдяването и безработицата са фактори, които са причина да опустяват сгради, които преди години са строени с много средства и перспективи. От много години никой не влага средства в изграждането на сгради и архитектурни ценности, никой дори не се опитва да реставрира вече построените, но разграбени във времето сгради. През деветдесетте години на миналия век е била построена сграда, която е наречена „Младежки дом“. Тази огромна сграда, с нова дограма и локално парно, е трябвало да събира и обединява младото поколение на селото в различни типове дейности, като спорт, изкуства и забавления. Тази сграда е вече една руина в центъра на селото, която е пред очите на хората ежедневно, а вместо да се използва от жителите на селото, днес тя приютява бездомните кучета. Паметникът, издигнат в чест на всички борци за свобода е една от забележителностите на селото, с които всички ние се гордеят. За разлика от горе споменатите, паметника се поддържа и реставрира. На 02 юни 2014 г. паметникът ще бъде официално открит след неговото реставриране, а заслугата е на кметство с. Зафирово, както и на много доброжелатели. Част от архитектурата на селото са били македонските къщи, но днес в селото е запазена една от тях. В Зафирово е имало и много добруджански къщи, но е останала една от тях. Останалите къщи са или съборени до основи или реставрирани и променени.

## Празници и обичаи
Всички традиции, празници и обичаи се спазват и организират. Честват се всяка година празниците: Нова година, Бабин ден, Осми март, Първа пролет, 24 май (Събор на селото). На 3 март всяка година се поднасят цветя и венци пред паметника на загиналите в Първата и Втората световни войни. На 2 юни със заря се почита паметта на Христо Ботев и загиналите за свободата на България. На този ден се отдава почит и уважение към ветераните, които са жители на Зафирово. Във всички празници и традиции участват децата от ЦДГ „Васил Левски“, учениците от ОУ „Иван Вазов“, учители, жители, администрация. Читалище „Христо Ботев – 1901 г.“ се грижи и днес за усмивките на старите и изнемогващи от бедност пенсионери. То се грижи за всички, погълнати от проблемите на ежедневието. Грижи полага и за местните деца, развива таланта им, научава ги на любов към художествената литература и награждава всяко тяхно старание. Читалището и неговата дейност съживяват селото, сплотяват неговите жители а читалищните деятели заслужено получават признателност за своя труд. През 2008 г. Сдружение „Роден край" – с. Зафирово организира родова среща в Румъния – в селата Траян и Черна (това са родните села на болшинството от жителите на Зафирово). В тези румънски села групата е представила обичаят „Гергьовден“ с всички ритуали, характерни за празника – жертвоприношение на агне в чест на светеца, замесване на обредни хлябове с „цветна“ вода и люлеене на люлка за здраве. Традиция е всяка година фолклорна група „Добруджанки“ да посреща първа пролет заедно със самодейни състави от различни краища на страната. Сдружението всяка година организира фолклорен събор „Зафирово пее и танцува“. На този събор се показва богатството на българските песни, танци и обичаи. Фолклорна група „Добруджанки“, през 2009 г. провеждат и отдавна забравеният ритуал „Пеперуда“. Идеята им е посрещната с одобрение и подпомогната от един от арендаторите в селото – Ангел Кънев. Самодейците към сдружението научават песента, която бабите едно време са пели, отправяйки молба за дъжд към Господ. Една от малките танцьорки има честта да е пеперудата. Малката пеперуда е окичена със зеленина, върбови клонки и бъз. Всички участници в ритуала се качват на каруца, минават през селото, пеейки „Пеперуда летяла, до Бога се мятала, на Бога се молила: Дай ми, Боже, ситен дъжд, да се роди жито и ръж!“ Малката пеперуда размахва ръце и пръска вода. Същинският ритуал се провежда на една от нивите на местният арендатор, където той посреща своите доброжелатели със семейството си.

## Растителни и животински представители
Един от основните поминъци на селото е земеделието. В селото има няколко кооперации, които се грижат за около 50 000 дка. обработваеми площи. Културите, които се отглеждат са: ечемик, пшеница, слънчоглед, рапица, царевица, тритикале и овощни насаждения: кайсии, сини сливи, праскови. В селото има и няколко масива с кайсиеви и сливови насаждения. Всяко домакинство разполага със зеленчукова градина за собствени нужди. Трудолюбивите хора сами си произвеждат разсади, сами си засяват градинските площи и съответно и на свой ред берат плода на своя труд. Във всяка зафировска къща може да се види зеленчукова градина, както и плодови насаждения. Селото е заобиколено от гори, които последните години масово се изсичат, а не се залесяват. В тях има много дървесни разновидности – липа, акация, габър, орехи, дъб и др. Природата е богата и на много билки, като: жълт кантарион, шипка, кадъкьовска драка, глог, глухарче и много други. Що се отнася до животните, нещата са доста променени. Преди години в селото имаше овцеферма, свинеферма, кравеферма. Сега, няколко години по-късно, няколко семейства отглеждат овце и крави в стопанства, а останалите гледат животни само за собствените си нужди. Животновъдството е почти ликвидирано. Отглеждането на пчели днес е предпочитана дейност пред животновъдството. В селото се намира единствената в областта птицеферма за кокошки – носачки.

## Личности
Родени в Зафирово
- Джета Караджиу (1929 – 2018), румънска скулпторка